# لوري كين
لوري كين (بالإنجليزية: Laurie Kaine)‏ هو لاعب كرة قدم أسترالية أسترالي، ولد في 24 فبراير 1952.

## وصلات خارجية
- لوري كين على موقع AustralianFootball.com (الإنجليزية)
- لوري كين على موقع AFLtables.com (الإنجليزية)